# Hardy (prénom)
Hardy est un prénom masculin pouvant désigner :
- Hardy Amies (en) (1909-2003), styliste britannique
- Hardy Åström (né en 1951), joueur suédois de hockey sur glace
- Hardy Binguila (né en 1996), joueur congolais de football
- Hardy Brian (en) (1865-1949), éditeur de journaux américain en Louisiane
- Hardy Brown (1924-1991), joueur américain de football
- Hardy Browning (en) (1915-1999), mineur et artiste néo-zélandais
- Hardy Campbell Jr. (en) (c. 1863-1898), éleveur américain de chevaux de course
- Hardy Caprio (en) (né en 1996), rapper et chanteur britannique
- Hardy Cross (en) (1885-1959), ingénieur de structure américain
- Hardy Cross Dillard (en) (1902-1982), juge international américain
- Hardy Fox (en) (1945-2018), musicien américain de The Residents
- Hardy R. Franklin (en) (1929-2004), administrateur et bibliothécaire américain
- Hardy N. Ganong (en) (1890-1963), officier canadien
- Hardy Haberman (en), auteur et scénariste américain
- Hardy Häman Aktell (en) (né en 1998), joueur suédois de hockey sur glace
- Hardy Hanappi (en) (né en 1951), économiste politique autrichien
- Hardy Ivy (en) (1779-1842), pionnier européen à Atlanta
- Hardy Jones (en) (1943-2018), réalisateur américain  sur la nature
- Hardy Knittel (en) (né en 1958), homme politique chilien
- Hardy Krüger (1928-2022), acteur allemand
- Hardy Krüger Jr. (né en 1968), acteur allemand
- Hardy Künzli (en), céiste suisse
- Hardy Limeback (en), biochimiste et professeur canadien
- Hardy Lucas (en), homme politique seychellois
- Hardy McLain (en) (né en 1952), gestionnaire de fonds spéculatifs américain
- Hardy Meza (en) (né en 2000), joueur mexicain de football
- Hardy Murfree (en) (1752-1809), colonel colonial de la Caroline du Nord
- Hardy Myers (en) (1939-2016), homme politique américain en Oregon
- Hardy Nickerson (né en 1965), joueur américain de football américain
- Hardy Nickerson Jr. (en) (né en 1994), joueur américain de football américain
- Hardy Nilsson (né en 1947), joueur suédois de hockey sur glace
- Hardy Nongbri (en) (né en 1997), joueur indien de football
- Hardy Pace (en) (1785-1864), pionnier américain à Atlanta
- Hardy Falconer Parsons (en) (1897-1917), second lieutenant britannique
- Hardy Rafn (en) (1930-1997), acteur danois
- Hardy Rawls (né en 1952), acteur américain
- Hardy Richardson (en) (1855-1931), joueur américain de baseball
- Hardy Sauter (en) (né en 1971), joueur américano-canadien de hockey sur glace
- Hardy Strickland (en) (1818-1884), homme politique confédéré américain
- Hardy Summers (en) (1933-2012), juge américain en Oklahoma
- Hardy Ward (en) (c. 1950-2018), archer américain
- Hardy William (en) (1931-2010), homme politique américain en Pennsylvanie
- Hardy Wright (en) (1893-1974), éleveur de chiens de course écossais